# Задноходилни кости
Задноходилните кости, наричани още тарзални кости, или тарзус (на латински: tarsus) са част от скелета на крака при човека. Те са 14 на брой, по 7 за всеки долен крайник.

## Устройство
Задноходилните кости се разполагат в две групи:
- Задна група
  - скочна кост (talus), състояща се от тяло, глава и шийка. Свързва се с двата пищяла в глезенната става и с петната кост.
  - петна кост (calcaneus) – тя е най-голямата от костите на ходилото и се разполага под скочната кост. За нея се залавя ахилесовото сухожилие.
- Предна група – разделя се на медиален и латерален дял.
  - медиален дял
    - ладиевидна кост (os naviculare) – разположена е пред главата на скочната кост.
    - клиновидни кости – три на брой. Разполагат се пред ладиевидната кост от големия към малкия пръст, съответно:
      - първа клиновидна кост (ossa cuneiformia I) – най-голяма от трите клиновидни кости, тя е външна и се допира до предходилната кост на първия пръст.
      - втора клиновидна кост (ossa cuneiformia II) – най-малка от трите кости, разполага се между първата и третата клиновидна кост.
      - трета клиновидна кост (ossa cuneiformia III)

  - латерален дял
    - кубовидна кост (os cuboideus) – разполага се странично от ладиевидната и третата клиновидна кост и напред от петната кост.

Задноходилните кости са свързани помежду си чрез стави, което дава възможност за странично движение на ходилото. Напред, трите клиновидни кости заедно с кубовидната кост са свързани с предноходилните кости, като първата, втората и третата клиновидна кост притежават ставни повърхности за свързване съответно с първа, втора и трета предноходилна кост.